# Chiesa cattolica a Cipro

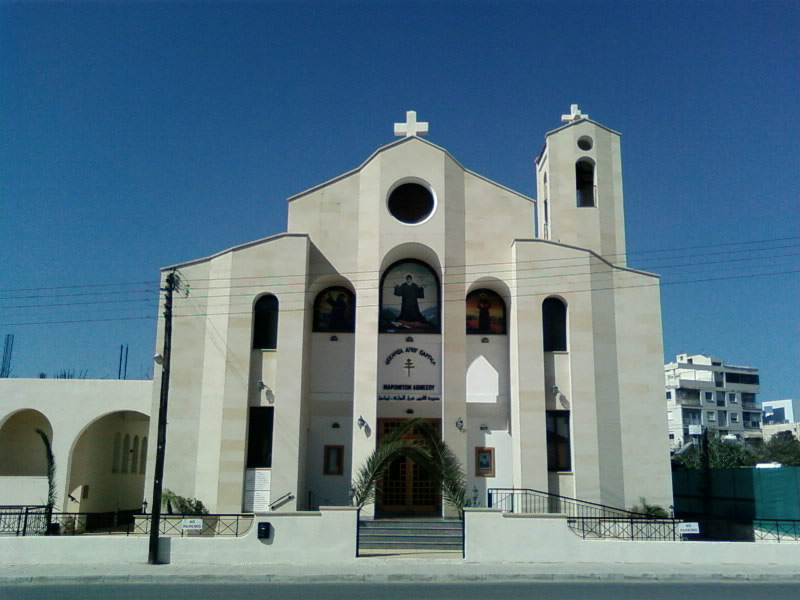
Una chiesa maronita a Limassol

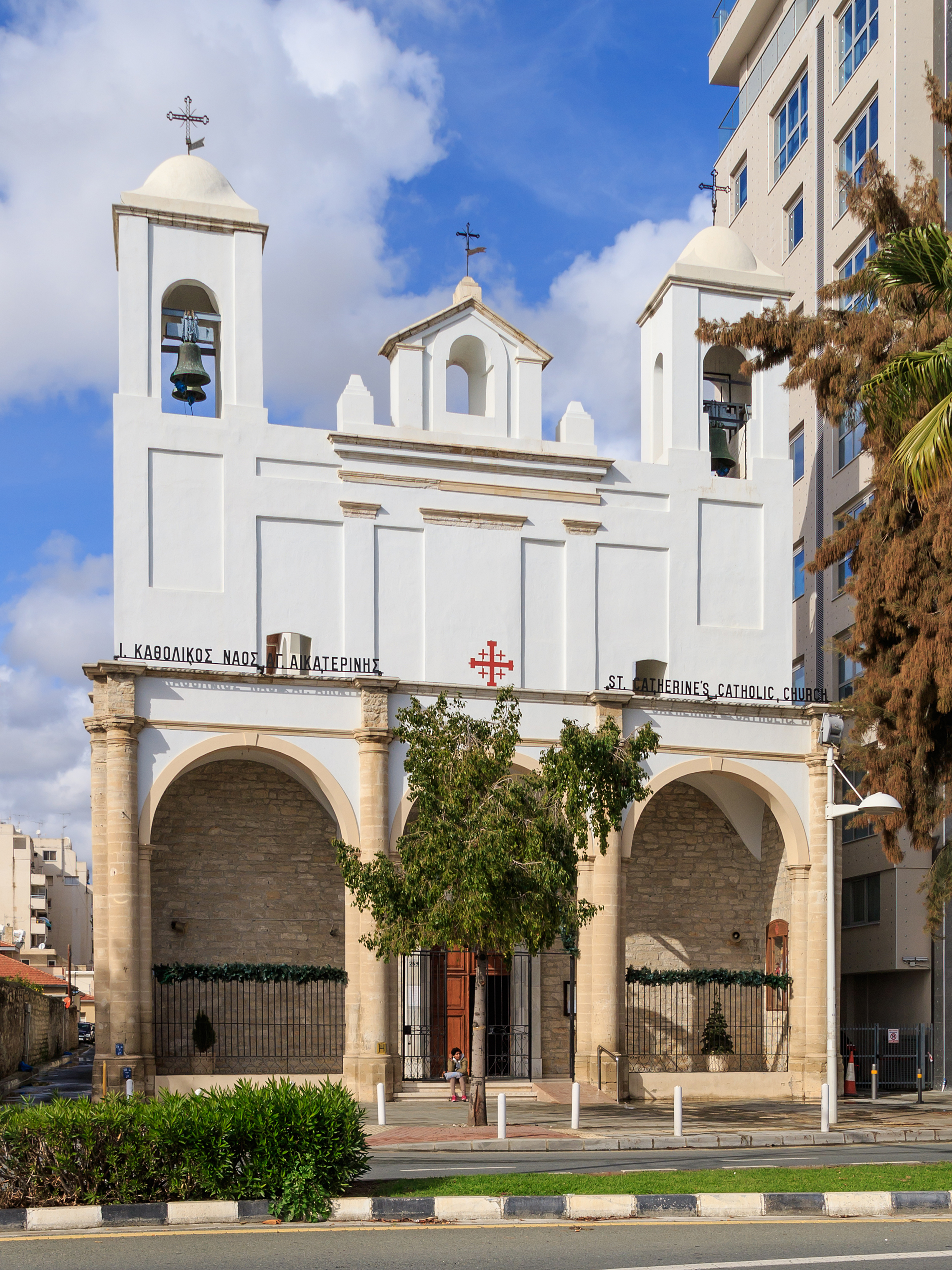
La parrocchia Santa Caterina di Limassol

La Chiesa cattolica a Cipro è parte della Chiesa cattolica in comunione con il vescovo di Roma, il papa.

## Storia
A Cipro il cristianesimo arrivò in epoca apostolica grazie a san Barnaba, che era originario dell'isola.
Dal 4 al 6 giugno 2010 papa Benedetto XVI ha effettuato una visita apostolica alla comunità cristiana di Cipro; si è trattato della prima volta di un papa nell'isola cipriota.
Dal 2 al 4 dicembre 2021 l'isola ha ricevuto la visita di papa Francesco.

## Organizzazione ecclesiastica
La Chiesa cattolica è presente nell'isola con comunità appartenenti a due diversi riti:
- la Chiesa maronita ha una sua propria circoscrizione ecclesiastica, l'arcieparchia di Cipro, in comunione con la Chiesa di Roma fin dal 1357;
- la Chiesa latina non ha una propria diocesi locale: il territorio è parte integrante del patriarcato di Gerusalemme, a cui fanno capo 4 parrocchie: Santa Croce a Nicosia, Santa Maria delle Grazie a Larnaca, Santa Caterina a Limassol e San Paolo a Paphos; il patriarca è rappresentato nell'isola da un vescovo ausiliare in qualità di vicario patriarcale.

## Nunziatura apostolica
L'11 febbraio 1948, con il breve Supremi Pastoris, papa Pio XII eresse la delegazione apostolica di Palestina, Transgiordania e Cipro.
La nunziatura apostolica di Cipro è stata istituita il 13 febbraio 1973 con il breve Id semper fuit di papa Paolo VI. L'isola non ha mai avuto un nunzio residente: dalla sua istituzione fino al 2023 l'incarico di nunzio a Cipro era svolto dal rappresentante pontificio in Israele e a Gerusalemme e Palestina; dal 2023 il nunzio apostolico a Cipro è il nunzio in Giordania, dove risiede nella capitale Amman.
Dal momento che la Santa Sede non riconosce la repubblica di Cipro del Nord, la giurisdizione della nunziatura apostolica si estende su tutta l'isola.

### Nunzi apostolici
- Pio Laghi † (28 maggio 1973 - 27 aprile 1974 nominato nunzio apostolico in Argentina)
- William Aquin Carew † (10 maggio 1974 - 30 agosto 1983 nominato pro-nunzio apostolico in Giappone)
- Carlo Curis † (4 febbraio 1984 - 28 marzo 1990 nominato pro-nunzio apostolico in Canada)
- Andrea Cordero Lanza di Montezemolo † (28 maggio 1990 - 7 marzo 1998 nominato nunzio apostolico in Italia e a San Marino)
- Pietro Sambi † (6 giugno 1998 - 17 dicembre 2005 nominato nunzio apostolico negli Stati Uniti d'America e osservatore permanente della Santa Sede presso l'Organizzazione degli Stati Americani)
- Antonio Franco (21 gennaio 2006 - 2012 ritirato)
- Giuseppe Lazzarotto (30 agosto 2012 - 28 agosto 2017 ritirato)
- Leopoldo Girelli (15 settembre 2017 - 13 marzo 2021 nominato nunzio apostolico in India)
- Adolfo Tito Yllana (3 giugno 2021 - 17 febbraio 2023 ritirato)
- Giovanni Pietro Dal Toso, dal 17 febbraio 2023

## Assemblea degli ordinari
L'arcieparca maronita e il vicario patriarcale latino fanno parte dell'Assemblea degli ordinari cattolici della Terra Santa (Assemblée des Ordinaires Catholiques de Terre Sainte, AOCTS), che riunisce gli ordinari di rito latino e di rito orientale di Cipro, Israele, Palestina e Giordania.